# Clube Atlético de Rio Tinto
O Clube Atlético de Rio Tinto é um clube português localizado na freguesia de Rio Tinto, concelho de Gondomar, distrito do Porto. O clube foi fundado em 1 de Novembro de 1926. Os seus jogos em casa são disputados no Parque Desportivo Fernando Pedrosa. Para além do futebol sénior que disputa a Divisão Honra AF Porto, o clube conta também com equipas de formação.
Na época de 2017/18, o Clube Atlético de Rio Tinto viveu o ponto mais alto dos seus 91 anos de história. A equipa sénior do clube alcançou pela primeira vez a Divisão de Honra da AF Porto (2º escalão distrital), sendo até ao momento a divisão mais alta alguma vez atingida pelo emblema riotintense.